# AZS Częstochowa

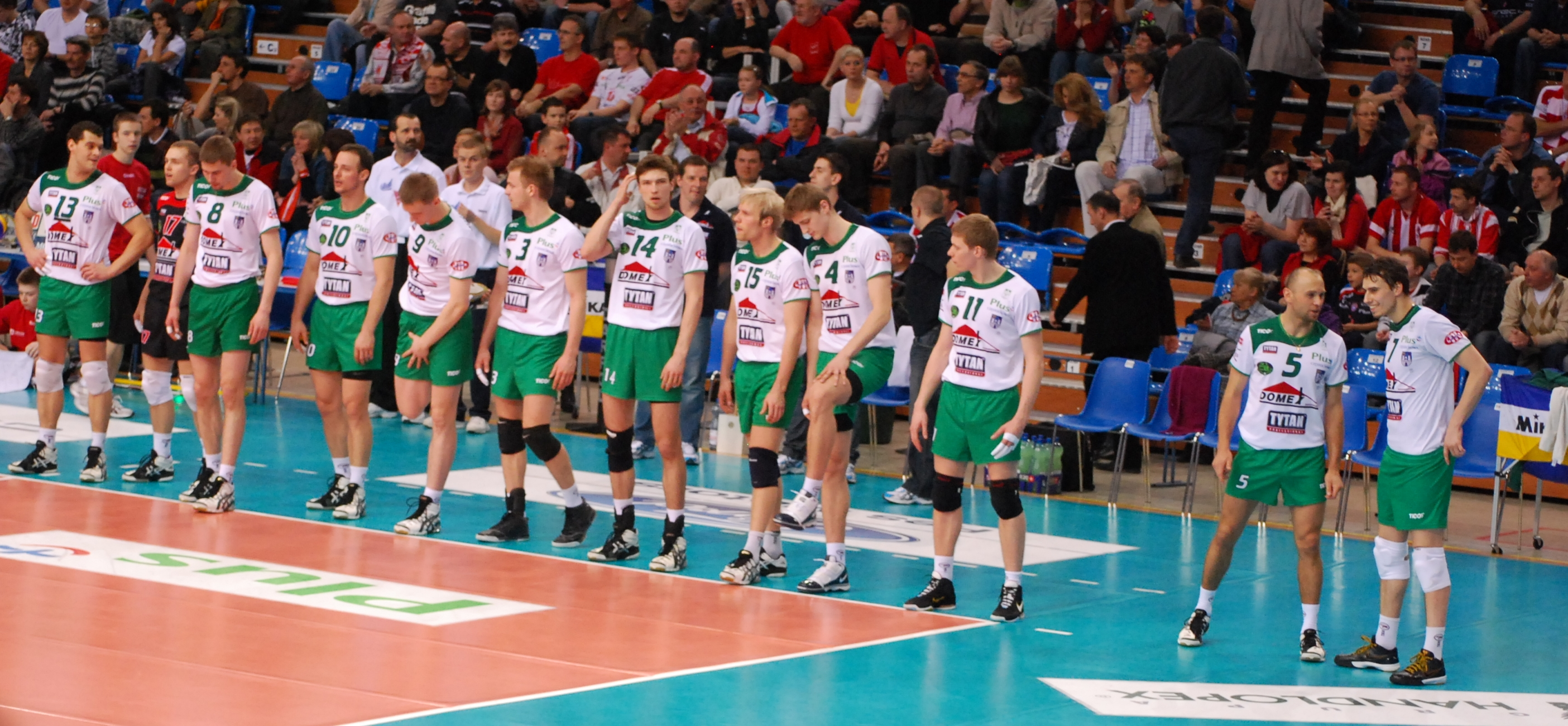

KS AZS Częstochowa Sportowa SA − polski nieistniejący męski klub siatkarski (jednosekcyjny) z siedzibą w Częstochowie, założony 8 marca 1945 roku. Sześciokrotny mistrz Polski, dwukrotny zdobywca Pucharu Polski, zdobywca Superpucharu PZPS (1995), oraz zdobywca CEV Challenge Cup 2011/2012.
Po raz ostatni klub wystąpił w rozgrywkach ligowych w sezonie 2018/2019. W sezonie 2021/2022 w Częstochowie na poziomie II ligi funkcjonowały dwa kluby siatkarskie z „AZS” w nazwie, żaden z nich nie był jednak formalnym następcą utytułowanego AZS-u. Podmiot zarządzany przez prezesa Adama Stępniaka po roku gry w II lidze wycofał się z rozgrywek. Obecnie w siatkówce męskiej istnieje tylko jeden, częstochowski klub z członem "AZS" w nazwie i jest to Eco Team AZS Stoelzle Częstochowa. Klub wprost informuje, że jego ideą jest stwarzanie coraz większych siatkarskich perspektyw dla dzieci i młodzieży w Częstochowie, opartych na solidnych fundamentach historii i tradycji AZS-u Częstochowa.

## Historia
Męska drużyna siatkarska – poprzedniczka obecnego klubu – została utworzona 8 marca 1945, jako jedna z sześciu sekcji sportowych Klubu Uczelnianego Akademickiego Związku Sportowego w Częstochowie (sekcja piłki siatkowej mężczyzn). Z czasem powołano również zespół żeński. Aż do przełomu lat 60. i 70. siatkarze grali wyłącznie w spotkaniach z drużynami akademickimi (najczęściej w mistrzostwach politechnik). Niezłe wyniki skłoniły kierownictwo klubu do zgłoszenia drużyny do rozgrywek pod patronatem PZPS. W 1972 akademicy wygrali rywalizację o mistrzostwo okręgu i po barażach awansowali do II ligi (wówczas zmagań II stopnia w hierarchii). W sezonie 1978/1979 częstochowianie awansowali do krajowej elity − zadebiutowali w ekstraklasie jesienią 1979. Po roku spadli do II ligi, jednak sezon 1980/1981 przyniósł kolejny awans. Po ponownym spadku do niższej klasy rozgrywkowej AZS pojawił się w polskiej ekstraklasie w sezonie 1987/1988 i występował w niej do sezonu 2016/2017, kiedy zajął 16. miejsce i spadł do I ligi. Klub ma na koncie 6 tytułów mistrza Polski, 2 krajowe puchary i 1 superpuchar, a od sezonu 1989/1990 do sezonu 2011/2012 co roku występował w rozgrywkach europejskich (w sezonie 2011/2012 zdobył Puchar Challenge, a w sezonie 2001/2002 zajął 3. miejsce w Pucharze Top Teams). Jest to rekord jak chodzi o ilość występów z rzędu przez polskie drużyny w europejskich pucharach.
Od 13 lipca 2005 klub działał jako sportowa spółka akcyjna. W późniejszych latach, w ramach zmiany w ustawach, klub zmienił formę prawną na spółkę akcyjną. Mimo zmiany, w nazwie klubu pozostał zwrot Sportowa, który obecnie nie odnosi się już do formy prawnej.
Ostatni raz w rozgrywkach ligowych zespół występował w sezonie 2018/2019. Zespół nie otrzymał licencji na grę w 1. lidze w sezonie 2019/2020.
 Chronologia nazw 
- 1945-1991: Klub Uczelniany (KU) AZS Częstochowa
- 1991-1992: AZS Polsadoro Częstochowa
- 1992-1996: AZS Yawal Częstochowa
- 1996-1997: AZS Yawal Absolwent Częstochowa
- 1997-1998: AZS Yawal Częstochowa
- 1998-1999: Yawal Jurajska AZS Bank Częstochowa
- 1999-2001: Galaxia Jurajska AZS Bank Częstochowa
- 2001-2002: Galaxia Starter AZS Bank Częstochowa
- 2002-2003: Galaxia Pamapol Kaffee AZS Częstochowa
- 2003-2004: Pamapol AZS Częstochowa
- 2004-2005: Pamapol Domex AZS Częstochowa
- 2005-2008: Wkręt-met Domex AZS Częstochowa
- 2008-2010: Domex Tytan AZS Częstochowa
- 2010-2012: Tytan AZS Częstochowa
- 2012-2013: Wkręt-met AZS Częstochowa
- 2013-2018: AZS Częstochowa
- 2018-2019: Tauron AZS Częstochowa

## Udział w rozgrywkach ligowych
| Sezon     | Osiągnięcia                                     |
| --------- | ----------------------------------------------- |
| 1971/1972 | awans do II ligi                                |
| 1972/1973 | 4. miejsce                                      |
| 1973/1974 | 2. miejsce                                      |
| 1974/1975 | 1. miejsce                                      |
| 1975/1976 |                                                 |
| 1976/1977 |                                                 |
| 1977/1978 |                                                 |
| 1978/1979 | 1. miejsce · awans do I ligi                    |
| 1979/1980 | spadek do II ligi                               |
| 1980/1981 | awans do I ligi                                 |
| 1981/1982 | spadek do II ligi                               |
| 1982/1983 |                                                 |
| 1983/1984 |                                                 |
| 1984/1985 |                                                 |
| 1985/1986 |                                                 |
| 1986/1987 | awans do I ligi                                 |
| 1987/1988 | 6. miejsce                                      |
| 1988/1989 | 4. miejsce                                      |
| 1989/1990 | Mistrz Polski                                   |
| 1990/1991 | 2. miejsce                                      |
| 1991/1992 | 2. miejsce                                      |
| 1992/1993 | Mistrz Polski                                   |
| 1993/1994 | Mistrz Polski                                   |
| 1994/1995 | Mistrz Polski Superpuchar Polski                |
| 1995/1996 | 3. miejsce                                      |
| 1996/1997 | Mistrz Polski                                   |
| 1997/1998 | 5. miejsce Puchar Polski                        |
| 1998/1999 | Mistrz Polski                                   |
| 1999/2000 | 3. miejsce                                      |
| 2000/2001 | 2. miejsce                                      |
| 2001/2002 | 2. miejsce                                      |
| 2002/2003 | 2. miejsce                                      |
| 2003/2004 | 3. miejsce                                      |
| 2004/2005 | 3. miejsce                                      |
| 2005/2006 | 4. miejsce                                      |
| 2006/2007 | 4. miejsce                                      |
| 2007/2008 | 2. miejsce Puchar Polski                        |
| 2008/2009 | 5. miejsce                                      |
| 2009/2010 | 5. miejsce                                      |
| 2010/2011 | 4. miejsce                                      |
| 2011/2012 | 6. miejsce Puchar Challenge                     |
| 2012/2013 | 9. miejsce                                      |
| 2013/2014 | 11. miejsce                                     |
| 2014/2015 | 14. miejsce                                     |
| 2015/2016 | 11. miejsce                                     |
| 2016/2017 | 16. miejsce · spadek do I ligi                  |
| 2017/2018 | 1. miejsce porażka w barażu o awans do PlusLigi |
| 2018/2019 | 11. miejsce                                     |

Poziom rozgrywek:
     najwyższy ogólnokrajowy
     drugi
     trzeci
     czwarty
     piąty

## Hala
Swoje mecze jako gospodarz AZS Częstochowa rozgrywał w oddanej do użytku w 1986 Hali Sportowo-Widowiskowej Polonia. Obiekt może pomieścić maksymalnie 3015 widzów. Rekord frekwencji padł w 1997 podczas meczu AZS Częstochowa – Mostostal Kędzierzyn Koźle po wpuszczeniu kibiców na boiska boczne mecz obejrzało ok. 6500 kibiców. W marcu 2010 rozpoczęła się w Częstochowie budowa nowej wielofunkcyjnej hali sportowej. Mieści się ona przy ulicy Żużlowej w sąsiedztwie stadionu żużlowego Arena Częstochowa. Pojemność nowej hali to 7100 widzów. Hala otwarta została 29 września 2012 roku. Począwszy od sezonu 2012/2013 mecze w roli gospodarza AZS Częstochowa rozgrywał w tym obiekcie.

## Sukcesy
- Mistrzostwo Polski:
  -  1. miejsce (6x): 1990, 1993, 1994, 1995, 1997, 1999
  -  2. miejsce (6x): 1991, 1992, 2001, 2002, 2003, 2008
  -  3. miejsce (4x): 1996, 2000, 2004, 2005
- Mistrzostwo I ligi:
  -  1. miejsce (1x): 2018
- Puchar Polski:
  -  1. miejsce (2x): 1998, 2008
  -  2. miejsce (7x): 1991, 1994, 1996, 1999, 2001, 2002, 2006,
  -  3. miejsce (3x): 1997, 2003, 2011
- Superpuchar PZPS:
  -  1. miejsce (1x): 1995
- Puchar CEV/Top Teams Cup:
  -  3. miejsce (1x): 2002
- Challenge Cup
  -  1. miejsce (1x): 2012
- Mistrzostwa Polski juniorów do lat 18:
  -  1. miejsce (4x): 1994, 2000, 2001, 2012

## Ostatnia kadra drużyny
- Pierwszy trener :  Piotr Łuka
- Asystent trenera :  Dariusz Parkitny
- Statystyk:  Michał Róg
- Fizjoterapeuta:  Mateusz Derda

| Nr | Imię i nazwisko        | Data ur.   | Wzrost | Pozycja      |
| -- | ---------------------- | ---------- | ------ | ------------ |
| 1  | Aleksandar Nedeljković | 27.10.1997 | 205    | środkowy     |
| 5  | Patryk Walczak         | 23.03.1996 | 192    | przyjmujący  |
| 6  | Dawid Murek            | 24.07.1977 | 196    | przyjmujący  |
| 8  | Krzysztof Bieńkowski   | 19.06.1995 | 198    | rozgrywający |
| 9  | Sławomir Stolc         | 23.01.1993 | 198    | przyjmujący  |
| 10 | Wiktor Siewierski      | 08.01.1998 | 197    | środkowy     |
| 11 | Hubert Mańko           | 18.06.1998 | 197    | przyjmujący  |
| 13 | Piotr Macheta          | 12.10.1998 | 180    | libero       |
| 14 | Mikołaj Szewczyk       | 18.12.1997 | 194    | przyjmujący  |
| 15 | Krzysztof Rykała       | 17.06.1999 | 193    | atakujący    |
| 16 | Czono Penczew          | 11.12.1994 | 200    | rozgrywający |
| 17 | Rafał Prokopczuk       | 23.03.1999 | 187    | rozgrywający |
| 18 | Maciej Borris          | 30.09.1994 | 202    | środkowy     |
| 19 | Bruno Romanutti        | 05.07.1989 | 194    | atakujący    |
| 21 | Jakub Bik              | 17.02.1992 | 184    | libero       |

## Trenerzy
| Okres             | Okres             | Trener              | M   | W  | P  | % zw. |
| ----------------- | ----------------- | ------------------- | --- | -- | -- | ----- |
| 1977              | 1992              | Stanisław Gościniak | -   | -  | -  | -     |
| 1992              | 1993              | Edward Skorek       | -   | -  | -  | -     |
| 1993              | 1998              | Stanisław Gościniak | -   | -  | -  | -     |
| 1998              | 2000              | Maciej Jarosz       | -   | -  | -  | -     |
| 2000              | 2001              | Stanisław Gościniak | 29  | 19 | 10 | 65.5  |
| 2001              | 3 czerwca 2002    | Ireneusz Mazur      | 28  | 20 | 8  | 71.4  |
| 4 czerwca 2002    | 2 lutego 2003     | Stanisław Gościniak | 29  | 21 | 8  | 72.4  |
| 3 lutego 2003     | 30 lipca 2006     | Edward Skorek       | 101 | 69 | 32 | 68.3  |
| 1 sierpnia 2006   | 26 kwietnia 2007  | Arie Brokking       | 28  | 16 | 12 | 57.1  |
| 27 kwietnia 2007  | 1 czerwca 2009    | Radosław Panas      | 85  | 48 | 37 | 56.5  |
| 1 czerwca 2009    | 28 maja 2010      | Grzegorz Wagner     | 33  | 15 | 18 | 45.5  |
| 28 maja 2010      | 29 grudnia 2014   | Marek Kardoš        | 150 | 55 | 95 | 36.6  |
| 29 grudnia 2014   | 5 sierpnia 2017   | Michał Bąkiewicz    | 24  | 4  | 20 | 16.6  |
| 5 sierpnia 2017   | 1 lipca 2018      | Krzysztof Stelmach  |     |    |    |       |
| 13 lipca 2018     | 25 listopada 2018 | Sinan Cem Tanık     |     |    |    |       |
| 26 listopada 2018 | 28 sierpnia 2019  | Piotr Łuka          |     |    |    |       |

## Zawodnicy
| Lata Gry  | Imię i nazwisko        | Pozycja      |
| --------- | ---------------------- | ------------ |
| 1999-2000 | Igor Juričić           | środkowy     |
| 1999-2001 | Siergiej Orlenko       | środkowy     |
| 1999-2001 | Bojan Kostandinović    | przyjmujący  |
| 2001-2002 | Sinisa Reljić          | przyjmujący  |
| 2001-2002 | Tomas Kalnins          | atakujący    |
| 2005-2006 | David McKienzie        | przyjmujący  |
| 2005-2008 | Brook Billings         | atakujący    |
| 2005-2008 | Phil Eatherton         | środkowy     |
| 2006-2007 | Riley Salmon           | przyjmujący  |
| 2008-2009 | Smilen Mljakow         | atakujący    |
| 2009-2010 | Marek Kardoš           | rozgrywający |
| 2010      | Toni Kankaanpää        | przyjmujący  |
| 2010      | Michal Hrazdíra        | przyjmujący  |
| 2012-2013 | Srećko Lisinac         | środkowy     |
| 2013-2014 | Jakub Veselý           | środkowy     |
| 2014-2015 | Maksim Chilko          | przyjmujący  |
| 2014-2015 | Artur Udrys            | środkowy     |
| 2014-2015 | Miguel Ángel de Amo    | rozgrywający |
| 2014-2015 | Guillaume Samica       | przyjmujący  |
| 2015-2016 | Rafael Redwitz         | rozgrywający |
| 2015-2016 | Felipe Airton Banderò  | atakujący    |
| 2015-2016 | Matej Pátak            | przyjmujący  |
| 2016-2017 | Mykoła Moroz           | przyjmujący  |
| 2016-2017 | Ołeksandr Hrebeniuk    | atakujący    |
| 2018-2019 | Aleksandar Nedeljković | środkowy     |
| 2018-2019 | Czono Penczew          | rozgrywający |
| 2018-2019 | Bruno Romanutti        | atakujący    |

## Mistrzowskie składy
MP 1990
- Zdzisław Olejnik
- Krzysztof Stelmach
- Dariusz Marszałek
- Andrzej Szewiński
- Marek Kwieciński
- Andrzej Solski
- Piotr Owczarek
- Paweł Tomaszewski
- Roman Mac
- Dariusz Taterka
- Dariusz Stanicki
- Radosław Panas

Trenerzy: Stanisław Gościniak
MP 1993
- Piotr Owczarek
- Andrzej Szewiński
- Andrzej Solski
- Andrzej Stelmach
- Rafał Dymowski
- Zdzisław Olejnik
- Radosław Panas
- Paweł Ignacok
- Andrzej Ciuba
- Adam Kurek

Trener: Edward Skorek
MP 1994
- Andrzej Stelmach
- Marcin Nowak
- Krzysztof Śmigiel
- Andrzej Solski
- Andrzej Szewiński
- Marek Kwieciński
- Zdzisław Olejnik
- Oktawian Krzyżanowski
- Mariusz Wiktorowicz
- Artur Pieśniak
- Radosław Panas

Trener: Stanisław Gościniak
MP 1995
- Zdzisław Olejnik
- Andrzej Solski
- Radosław Panas
- Andrzej Stelmach
- Marcin Nowak
- Oktawian Krzyżanowski
- Marek Kwieciński
- Artur Pieśniak
- Mariusz Wiktorowicz
- Krzysztof Śmigiel
- Rafał Dymowski

Trener: Stanisław Gościniak
MP 1997
- Damian Dacewicz
- Witold Chwastyniak
- Bartosz Szcześniewski
- Dawid Murek
- Łukasz Żygadło
- Piotr Gruszka
- Marcin Nowak
- Łukasz Kruk
- Fabian Matyja
- Michał Jaszewski
- Radosław Panas

Trener: Stanisław Gościniak
MP 1999
- Radosław Panas
- Fabian Matyja
- Piotr Gruszka
- Damian Dacewicz
- Dawid Murek
- Michał Jaszewski
- Ireneusz Kłos
- Łukasz Żygadło
- Marcin Nowak
- Bartosz Szcześniewski
- Grzegorz Kokociński

Trener: Maciej Jarosz
Puchar Challenge 2012
- Krzysztof Gierczyński
- Michał Kamiński
- Michał Kaczyński
- Dawid Murek (MVP Finału)
- Fabian Drzyzga
- Bartosz Janeczek
- Łukasz Wiśniewski
- Adrian Hunek
- Wojciech Sobala
- Miłosz Hebda
- Jakub Oczko
- Kamil Lewiński
- Jakub Bik
- Adrian Stańczak

Trener: Marek Kardoš